# 하누만과 5인의 가면라이더
하누만과 5인의 가면라이더(Hanuman and the five Kamen Riders) 솜포트 샌즈 가 감독한 1975년 특수효과 슈퍼히어로 영화이다. 라는 스톡 영상이었습니다 Five Riders vs. King Dark. 이 제작물은 Toei Company, Ltd.의 승인을 받지 않았습니다, Chaiyo는 처음에 '가면라이더' 영화 제작 계획을 거절한 Toei에게 접근했습니다,그들은 상관없이 영화를 만들었어요.  

## 출연

### 주연
- 요드차이 멕수완 - 방문 박사
- 타냐랏 로하넌트 - 줄리 베이
- 칸 분초 - 칸
- 찬 완펀 - 강도
- 솜누크 - 강도
- 피팝 푸피뇨 - 지옥의 왕, 킹 다크
- 유폰 타마스리 - 하누만